# إبراهيم بن حمزة
إبراهيم بن حمزة بن منصور أحد عبيد مشاري بن عبد الرحمن بن مشاري آل سعود وهو الذي قام مع سيده مشاري بمؤامرة قتل مؤسس الدولة السعودية الثانية الامام تركي بن عبد الله بن محمد آل سعود في يوم الجمعة 30 ذو الحجة عام 1249هـ. وقد قتل أثناء مداهمة عبد الله بن علي الرشيد قصر الرياض لقتل الأمير مشاري بن عبد الرحمن بن مشاري آل سعود، وهو صاحب مقولة "فرد حمزة ثائر ثائر"